# Leiobunum cupreum
Leiobunum cupreum is een hooiwagen uit de familie Sclerosomatidae.